# 清水幹裕
清水 幹裕（しみず つねひろ、1942年 - ）は、日本の元アマチュア野球審判員であり弁護士。東京大学野球部の選手時代は外野手。愛知県立岡崎北高等学校から東大を経て、旧文部省入省。その後弁護士へ。
1966年から2007年まで東京六大学野球の審判員を、1980年から2000年まで高校野球審判員をそれぞれ務め、高校野球においては1995年の第67回選抜高等学校野球大会決勝戦（観音寺中央 - 銚子商）、1997年の第69回選抜高等学校野球大会決勝戦（中京大中京 - 天理）、1998年第80回全国高等学校野球選手権大会準決勝第2試合（明徳義塾 - 横浜）で球審を、その年の決勝戦（横浜 - 京都成章）で1塁塁審をそれぞれ務めた。